# Погорелый, Анатолий Иванович
Анато́лий Ива́нович Погоре́лый (29 июля 1905, Чигиринский район, Российская империя — ноябрь 1991, Санкт-Петербург) — советский оператор-документалист, фронтовой кинооператор в годы Великой Отечественной войны. Заслуженный деятель искусств РСФСР (1988), лауреат двух Сталинских премий первой степени (1943, 1946).

## Биография
Родился 18 (29) июля 1905 года в деревне Екатериновка Чигиринского района Черкасской области (ныне — Украина).
1928 году окончил Ленинградский фотокинотехникум. Работал на киностудиях «Узбекфильм» и «Ленфильм», где снял ряд игровых картин.
В РККА с июля 1941 года — командир миномётного батальона 98-го стрелкового полка, получил ранение. С марта 1942 года — в киногруппах Ленинградского, 1-го Белорусского и 1-го Украинского фронтов. Имел тяжёлое ранение.
 В сентябре 1945 года снимал подписание Акта о капитуляции Японии на борту линкора «Миссури».
C 1947 года — на Ленинградской студии кинохроники. Кроме фильмов является автором сюжетов для кинопериодики: «Ленинградский киножурнал», «Наш край», «Северный киножурнал», «Советская Карелия», «Советский спорт», «Союзкиножурнал» и других. С 1962 года работал в ТО «Экран».
Член Союза кинематографистов СССР (Москва). В сборнике «Их оружие — кинокамера: рассказы фронтовых кинооператоров» был помещён его рассказ «900 дней блокады».

### Семья
- Жена — Екатерина Ивановна Вермишева (1925—1998), режиссёр документального кино; состояли в браке до 1972 года[1].

## Фильмография
- 1929 — Ваши глаза
- 1931 — Американка из Багдада
- 1931 — На небесах
- 1931 — На этом свете / Крупная мелочь
- 1931 — Подъём
- 1932 — Ищу протекции
- 1934 — Секрет фирмы / Товарищ Корман
- 1937 — Женитьба
- 1937 — Секрет фирмы
- 1937 — Тайга золотая (совм. с В. Левитиным)
- 1939 — Доктор Калюжный (совм. с А. Сигаевым)
- 1940 — Киноконцерт
- 1942 — День войны (совм. с группой операторов)
- 1942 — Ленинград в борьбе (совм. с группой операторов)
- 1942 — Колпино
- 1943 — Балтика (совм. с Н. Долговым, О. Ивановым, С. Фоминым, А. Климовым, Б. Сорокиным)
- 1943 — Комсомольцы (совм. с группой операторов)
- 1943 — Ладога (совм. с группой операторов)
- 1944 — Великая победа под Ленинградом (совм. с Е. Учителем, В. Страдиным, С. Фоминым)
- 1944 — К вопросу о перемирии с Финляндией (совм. с группой операторов)
- 1944 — Ленинградские партизаны (совм. с группой операторов)
- 1944 — Разгром немцев под Ленинградом
- 1945 — Берлин (совм. с группой операторов)
- 1945 — Всесоюзный парад физкультурников (совм. с группой операторов)
- 1945 — Ленинград встречает победителей (совм. с группой операторов)
- 1945 — Подписание акта о капитуляции Японии (совм. с В. Микошей, М. Посельским, М. Ошурковым, М. Прудниковым, А. Сологубовым)
- 1945 — Разгром милитаристской Японии (совм. с группой операторов)
- 1945 — Штурм Берлина
- 1945 — Чехословакия
- 1948 — Праздник песни
- 1949 — Дни отдыха
- 1949 — Пушкинские дни (совм. с группой операторов)
- 1950 — Ленинградский Дом научно-технической пропаганды
- 1950 — Народ чтит память Суворова (совм. с группой операторов)
- 1951 — Водный спорт в ДОСААФе
- 1951 — Хочу быть моряком
- 1952 — 1-е Мая в городе Ленинграде (совм. с группой операторов)
- 1952 — День отдыха в Ленинграде (совм. с О. Ивановым)
- 1952 — Новаторы
- 1952 — Первенство Советского Союза по лёгкой атлетике (совм. с С. Фоминым, Я. Блюмбергом, В. Валдайцевым, Б. Козыревым, С. Масленниковым, Г. Трофимовым)
- 1954 — Дружеская встреча (совм. с группой операторов)
- 1954 — На стройках из крупных блоков
- 1954 — Опыт крупноблочного строительства (совм. с группой операторов)
- 1955 — Медвежий цирк
- 1955 — На стройках из крупных блоков (совм. с Г. Аслановым, Я. Гринбергом, Н. Константиновым, Ф. Поповым)
- 1956 — В Баренцевом море
- 1956 — Всесоюзные соревнования гимнастов (совм. с К. Станкевичем, С. Фоминым)
- 1957 — От сердца к сердцу
- 1957 — Русский характер
- 1958 — Великолепная предусмотрительность (совм. с Я. Гринбергом)
- 1959 — День нашей жизни (совм. с группой операторов)
- 1959 — Идущие впереди
- 1960 — Мой город
- 1961 — XII-я Спартакиада Вооруженных сил (совм. с группой операторов)
- 1961 — Великое предвидение
- 1967 — Я люблю тебя, жизнь! (совм. с Г. Быстровым)

## Награды и премии
- Сталинская премия первой степени (1943) — за фильм «Ленинград в борьбе» (1942)[5]
- Сталинская премия первой степени (1946) — за фильм «К вопросу о перемирии с Финляндией» (1944)
- орден Отечественной войны II степени (12 октября 1944)[6]
- медаль «За оборону Ленинграда»
- медаль «За победу над Германией в Великой Отечественной войне 1941—1945 гг.»[7]
- орден Отечественной войны I степени (6 ноября 1985)[8]

## Комментарии
1. ↑  В справочнике «Операторы Советского кино» под ред. Н. Чемодановой указывается дата рождения — 16 июля, что вероятнее всего ошибочно.